# Вигелзув (Свентокшиське воєводство)
Вигелзув (пол. Wygiełzów) — село в Польщі, у гміні Іваніська Опатовського повіту Свентокшиського воєводства.
Населення — 129 осіб (2011).
У 1975-1998 роках село належало до Тарнобжезького воєводства.

## Демографія
Демографічна структура на день 31 березня 2011 року:
|          | Загалом | Допрацездатний вік | Працездатний вік | Постпрацездатний вік |
| -------- | ------- | ------------------ | ---------------- | -------------------- |
| Чоловіки | 67      | 15                 | 46               | 6                    |
| Жінки    | 62      | 17                 | 32               | 13                   |
| Разом    | 129     | 32                 | 78               | 19                   |